# ストラッチャテッラ (チーズ)

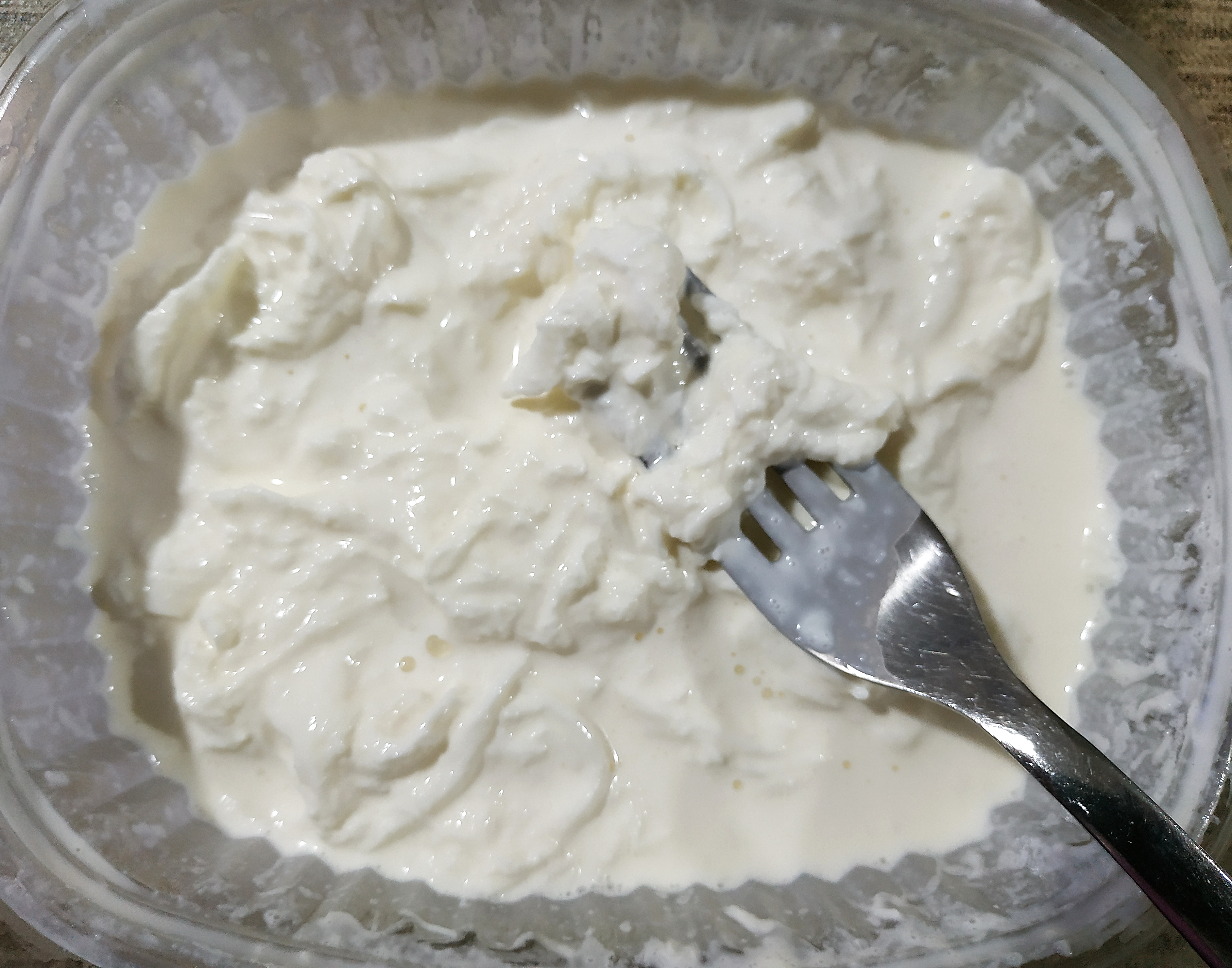
ボウルに入れたストラッチャテッラ

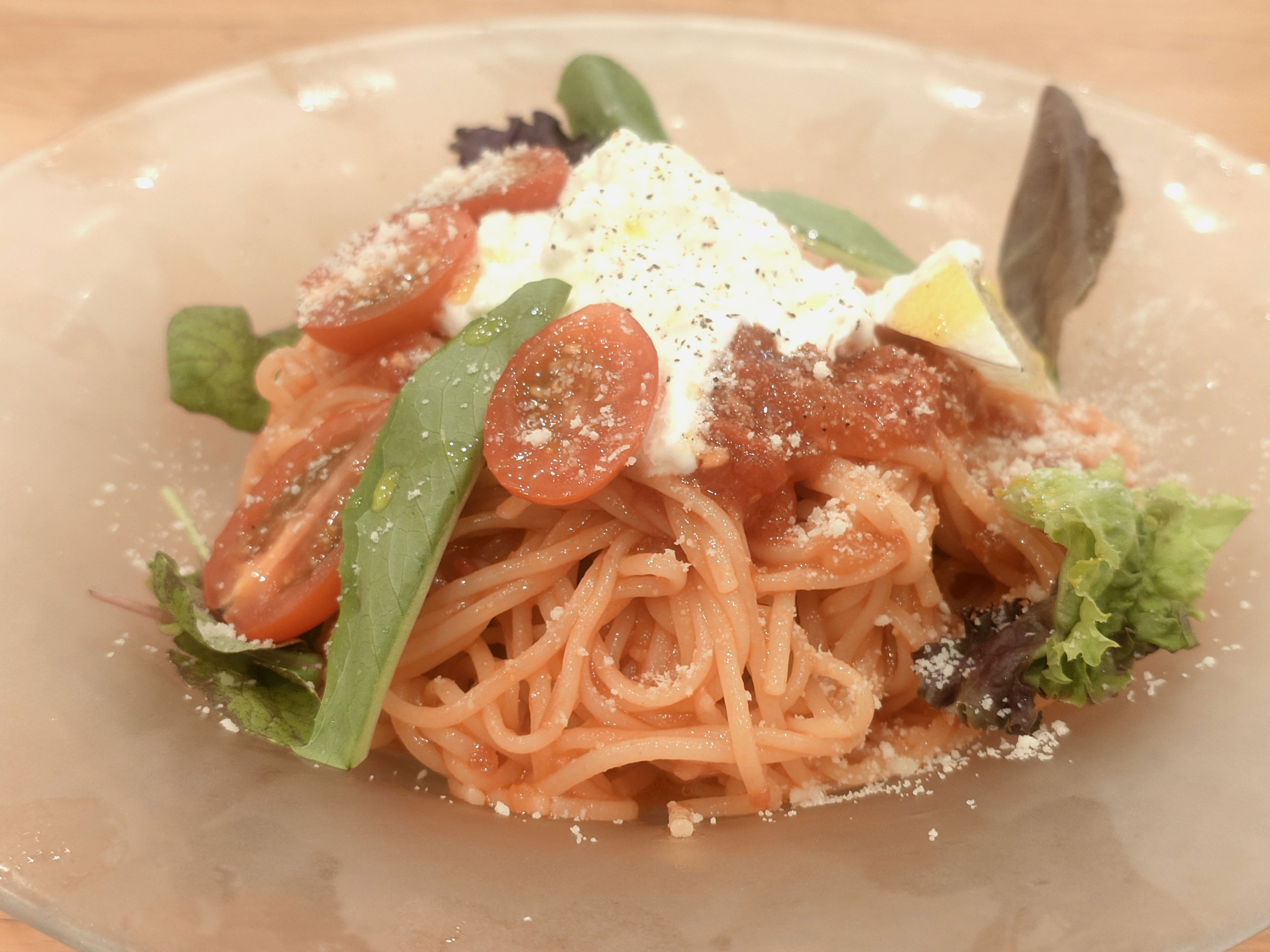
冷製スパゲティ・ポモドーロ ストラッチャテッラ乗せ（ポポラマーマ,日本）

ストラッチャテッラ（イタリア語: stracciatella）はイタリア・プーリア州のフレッシュチーズの一種。細かくしたモッツァレッラと生クリームとを混ぜたフレッシュチーズである。
出来立てのモッツァレッラを手で細かく刻み、生クリームに漬け込む。
名称はイタリア語で「引きちぎる」「糸を引く」といった意味の「ストラッチャ」に由来する。
ブッラータの中身として用いられるほか、そのまま食したり、オリーブオイルや塩をかけて食する。また、サラダやスープのトッピングにも使用される。
保存には、摂氏5度以下での冷蔵保存が必要。